# American Teen
| Recensione | Giudizio |
| ---------- | -------- |
| AllMusic   | [ 15 ]   |
| Exclaim!   | 8/10     |
| Newsday    | B+       |
| Vice       | A        |

American Teen è il primo album in studio del cantante statunitense Khalid, pubblicato il 3 marzo 2017 su etichetta discografica Right Hand Music Group, parte della famiglia della RCA Records.
Nell'ottobre 2017, l'album è stato certificato platino dalla Recording Industry Association of America (RIAA) per l'accumulo di oltre 1 milione in vendite combinate e unità equivalenti all'album.

## Singoli
Il primo singolo estratto dall'album è "Location", pubblicato il 23 agosto 2016. La canzone ha raggiunto la posizione nº16 sulla Billboard Hot 100. Il video musicale di "Location" è stato pubblicato il 26 settembre 2016.
Il secondo singolo "Young Dumb & Broke" è stato pubblicato il 13 giugno 2017.

## Tracce
1. American Teen – 4:10
2. Young Dumb & Broke – 3:22
3. Location – 3:39
4. Another Sad Love Song – 4:04
5. Saved – 3:26
6. Coaster – 3:19
7. 8TEEN – 3:48
8. Let's Go – 3:24
9. Hopeless – 2:47
10. Cold Blooded – 3:27
11. Winter – 4:01
12. Therapy – 4:17
13. Keep Me – 4:36
14. Shot Down – 3:27
15. Angels – 2:50

Durata totale: 54:37